# 罗萍 (游泳运动员)
罗萍（1978年2月—），江西南昌人，中国女子游泳运动员。她曾获得1994年亚洲运动会游泳比赛女子800米自由泳金牌。